# Heliura baliodes
Heliura baliodes är en fjärilsart som beskrevs av George Francis Hampson 1914. Heliura baliodes ingår i släktet Heliura och familjen björnspinnare. Inga underarter finns listade i Catalogue of Life.